# Porcellio maculatus
Porcellio maculatus är en kräftdjursart som beskrevs av Akitoshi Iwamoto 1943. Porcellio maculatus ingår i släktet Porcellio och familjen Porcellionidae. Inga underarter finns listade i Catalogue of Life.